# Mullion Cove
Mullion Cove – zatoka i osada w Anglii, w Kornwalii, na półwyspie Lizard. Leży 24 km na południowy wschód od miasta Penzance i 398 km na południowy zachód od Londynu.